# خوسيه لويس أورتيغا ماتا ماتا
خوسيه لويس أورتيغا ماتا ماتا (بالإسبانية: José Luis Ortega Mata)‏ هو صحفي مكسيكي، ولد في 1964، وتوفي في 19 فبراير 2001 في محافظة أوهيناغا ‏ في المكسيك.